# Amie Wilkinson
Pour les articles homonymes, voir Wilkinson.
Amie Wilkinson, née le 4 avril 1968 est une mathématicienne américaine. Elle enseigne et dirige ses recherches à l'université de Chicago.

## Formation et carrière
Elle obtient son baccalauréat universitaire ès lettres à l'université Harvard en 1989, puis son doctorat à l'université de Californie à Berkeley en 1995 sous la direction de Charles Chapman Pugh, avec une thèse intitulée Stable Ergodicity of the Time-One Map of a Geodesic Flow,. 
De 1995 à 1996 elle est Benjamin Peirce Instructor à l'université Harvard. Elle part à l'université Northwestern, où elle est Boas Assistant Professor (1996–1999), Assistant Professor (1999–2002), Associate Professor (2002–2005) et finalement en 2005 professeure. Elle a été professeure invitée à l'université de Bourgogne (2002 et 2003) et chercheuse invitée à l'Institut des hautes études scientifiques (1993, 1996 et 1998).
Elle est actuellement professeure de mathématiques à l'université de Chicago.
Wilkinson est depuis 1996 mariée avec le mathématicien Benson Farb et ils ont deux enfants.

## Travaux
Les recherches de Wilkinson se focalisent sur les propriétés géométriques et statistiques des difféomorphismes et des flux avec un accent particulier sur la théorie ergodique et les espaces δ-hyperboliques (en) partiels. Dans une série d'articles écrits avec Christian Bonatti et Sylvain Crovisier (de), Wilkinson étudie les centralisateurs de difféomorphismes, fondant ainsi la résolution en topologie C1 en 2009 du douzième problème des problèmes de Smale.

## Prix et distinctions
Elle a reçu le prix Ruth-Lyttle-Satter en 2011 pour sa théorie ergodique des systèmes dynamiques partiellement hyperboliques, travail en partie commun avec Keith Burns et elle est membre de l'American Mathematical Society depuis 2014.
Elle a été conférencière invitée au congrès international des mathématiciens en 2010 à Hyderabad, avec une conférence intitulée Dynamical Systems and Ordinary Differential Equations.

## Publications
- What are Lyapunov exponents, and why are they interesting?, Bulletin AMS 2016, En ligne.
- Des cocycles au-dessus d’applications partiellement hyperboliques. (Cocycles over partially hyperbolic maps, 2013)
- Dynamics done with your bare hands